# Ewa Wanda Cybulska
Ewa Wanda Cybulska (Varsóvia, 9 de novembro de 1929 – São Paulo, 22 de maio de 2021) foi uma física, pesquisadora e professora universitária brasileira.
Considerada pelo CNPq como uma das pioneiras da ciência no Brasil, Ewa era aposentada do Instituto de Física da Universidade de São Paulo e foi participante ativa na construção do primeiro reator nuclear no Brasil no atual Instituto de Pesquisas Energéticas e Nucleares (IPEN).

## Biografia
Ewa nasceu em Varsóvia, em 1929. Era filha de Teodor e Hanna Cybuslka. Com a eclosão da Segunda Guerra Mundial e a invasão da Polônia, a família saiu do país, residindo na Inglaterra, onde Ewa terminou os estudos. A família desembarca no Brasil em 1947. Determinada a cursar física, ela prestou o vestibular para a então Faculdade de Filosofia, Ciências e Letras da Universidade de São Paulo (FFCL/USP), onde se forma bacharela em física em 1954. Fez parte da primeira geração de físicos brasileiros, formada pelos cientistas italianos Gleb Wataghin e Giuseppe Occhialini, e pelos brasileiros Mário Schenberg, Marcello Damy, César Lattes e Oscar Sala.
Entre 1953 e 1955, foi bolsista da CAPES no Laboratório do Acelerador Eletrostático Van de Graaff. Em 1956, junto de Marcelo Damy, participou da construção e instalação do primeiro reator nuclear no Brasil, instalado hoje no atual IPEN. Junto de vários pesquisadores, participou dos primeiros testes do reator em 15 de setembro de 1957.
Em 1958, mudou-se para o Rio de Janeiro, onde tornou-se professora e pesquisadora do Centro Brasileiro de Pesquisas Físicas (CBPF). Junto de Luiz Marques publicou no país os primeiros trabalhos sobre espectroscopia gama. De volta a São Paulo em 1968, torna-se professora assistente do Instituto de Física da USP, novamente trabalhando com o Acelerador Van de Graaff, dirigido por Oscar Sala.
Em 1970, defendeu o mestrado e em 1979 defendeu o doutorado. Trabalhou no acelerador Pelletron desenvolvendo trabalhos de física nuclear básica com reações nucleares e espectroscopia gama. Parte para a Universidade de Liverpool, em 1979, para um estágio de pós-doutorado. Trabalhou no Instituto de Física como professora de 1968 a 1999, quando se aposentou. Continuou na universidade como professora aposentada colaboradora, atuando principalmente na pós-graduação.

## Morte
Ewa morreu em 22 de maio de 2021, na capital paulista, aos 91 anos.